# Haradzsuku
Haradzsuku (原宿; Hepburn: Haraju-ku) Tokió egyik városrésze Sibuja kerületben. A városrész Haradzsuku állomástól egészen az Omoteszandó sugárútig nyúlik. A városrész közismert része még a Takesita utca és a Macska utca is, mely északon Szendagadzsa területétől, egészen Sibuja területéig nyúlik.
Nemzetközileg a fiatalos divatjáról és kultúrájáról ismert városrész. A vásárlási és étkezési lehetőségek kifejezetten a fiatalabb célközönségnek szólnak, számos kisebb butikkal és étteremmel, ám megtalálható itt számos nagyobb kereskedelmi üzletlánc boltja is, továbbá a luxuscikkeket árusító boltok is, melyek főleg az Omoteszandó sugárút mentén helyezkednek el.
A Haradzsuku állomás a Jamanote-vonalon helyezkedik el a Meidzsi-dzsingumae állomás közvetlen közelében. A Tokiói metró Csijoda vonala és Fukutosin vonala szolgálja ki a városrész földalatti tömegközlekedési összeköttetését. Tömegközlekedéssel könnyedén elérhetőek a városrész nevezetességei is, mint amilyen a Meidzsi-szentély, a Jojogi Park, illetve a Jojogi Nemzeti Gimnázium épülete, melyek egyúttal népszerű turisztikai célponttá is teszik a városrészt a helyi és a külföldi turisták körében.

### Látnivalói
- Meidzsi-szentély
- Jojogi Park
- Jojogi Nemzeti Gimnázium, itt tartották az 1964. évi nyári olimpiai játékok úszóversenyeit
- Omoteszandó sugárút
- Takesita utca
- Ura-Haradzsuku
- Laforet Haradzsuku
- Omoteszandó dombság
- Tógó-szentély
- Ukijo-e Óta Művészeti Emlékmúzeum
- Nezu Múzeum